# Crisòtemis (filla d'Agamèmnon)
Segons la mitologia grega, Crisòtemis (grec antic: Χρυσόθεμις, Chrysothemis, del grec χρυσός 'or' i θέμις 'llei') fou una princesa micènica, filla d'Agamèmnon i de Clitemnestra.
Tot i que és esmentada per Homer, solament té un paper rellevant en l'Electra de Sòfocles, on fa de contrapès a la seva germana Electra.